# Moisés Cometopulo
Moisés (en búlgaro: Мойсей) (muerto en 976) fue un noble búlgaro, hermano del emperador Samuel de Bulgaria y el segundo hijo de Comita Nikola, duque de Sofía. Después de la caída de la parte oriental del Imperio bajo la ocupación bizantina en 971, él y sus hermanos David, Aarón y Samuel continuaron la lucha en el oeste. Ellos gobernaron juntos y se dividieron el reino en cuatro partes. Sus tierras se centraron alrededor de Strumitsa, desde donde tuvo que lanzar ataques contra las regiones egeas del Imperio bizantino.
En 976 los ejércitos búlgaros realizaron un gran asalto de todas las fronteras y Moisés condujo sus tropas a Serres. Durante el asedio de la ciudad, él fue golpeado mortalmente por una piedra y luego asesinado por una espada enemiga. David y Aarón también perecieron en el mismo año y todo el poder estaba concentrado en manos de Samuel, quien se convirtió en emperador en 997 tras la muerte del último gobernante de la dinastía anterior, Romano.

## Genealogía
|       |       |       |       |       |       |  |  |       |       |       |       |       |       | Comita Nikola | Comita Nikola | Comita Nikola | Comita Nikola | Comita Nikola | Comita Nikola |       |       |  |  |                    |                    | Ripsimia de Armenia | Ripsimia de Armenia | Ripsimia de Armenia | Ripsimia de Armenia | Ripsimia de Armenia | Ripsimia de Armenia |
|       |       |       |       |       |       |  |  |       |       |       |       |       |       | Comita Nikola | Comita Nikola | Comita Nikola | Comita Nikola | Comita Nikola | Comita Nikola |       |       |  |  |                    |                    | Ripsimia de Armenia | Ripsimia de Armenia | Ripsimia de Armenia | Ripsimia de Armenia | Ripsimia de Armenia | Ripsimia de Armenia |
|       |       |       |       |       |       |  |  |       |       |       |       |       |       |               |               |               |               |               |               |       |       |  |  |                    |                    |                     |                     |                     |                     |                     |                     |
|       |       |       |       |       |       |  |  |       |       |       |       |       |       |               |               |               |               |               |               |       |       |  |  |                    |                    |                     |                     |                     |                     |                     |                     |
| David | David | David | David | David | David |  |  | Moses | Moses | Moses | Moses | Moses | Moses |               |               | Aarón         | Aarón         | Aarón         | Aarón         | Aarón | Aarón |  |  | Samuel de Bulgaria | Samuel de Bulgaria | Samuel de Bulgaria  | Samuel de Bulgaria  | Samuel de Bulgaria  | Samuel de Bulgaria  |                     |                     |

Sin embargo, también hay otra versión sobre el origen de Moisés.  Según esta versión, Simeón I de Bulgaria tuvo varios hijos. Uno de ellos fue Iván quien se casó con una armenia en Cesárea. Moisés y su hermano Aarón fueron hijos de Iván. Moisés permaneció en el campo de batalla, en la acción junto a Samuel, contra el enemigo en 986.